# (8003) Kelvin
(8003) Kelvin ist ein Asteroid des inneren Hauptgürtels, der am 1. September 1987 vom belgischen Astronomen Eric Walter Elst am La-Silla-Observatorium (IAU-Code 809) der Europäischen Südsternwarte in Chile entdeckt wurde.
Der Himmelskörper wurde am 20. November 2002 nach dem britischen Physiker William Thomson, 1. Baron Kelvin (1824–1907) benannt, der die nach ihm benannte absolute Temperaturskala einführte und ab 1858 wesentlich an der Vorbereitung und Verlegung von Tiefseetelegraphenkabeln im Atlantik beteiligt war.